# Szent Vid a 14 segítő szent plébániatemplom (Pilisborosjenő)
A Szent Vid a 14 segítő szent plébániatemplom 1756-ban épült római katolikus plébániatemplom az Esztergom-Budapesti főegyházmegye szentendrei espereskerületében, Pilisborosjenő településen. Nevezik egyszerűen Szent Vid templomnak is.

## Története
Pilisborosjenőről már a XIV. és XV. századból is több forrás megemlíti, hogy plébániatemplommal rendelkezett, az azonban 1541 után, a közel másfél évszázados török hódoltság alatt elpusztult. Miután azonban 1686-ban kiűzték a környékről a törököket, új telepesek – elsősorban Németországból érkezett családok – népesítették be az egykori falu helyét, akik a régi templom romjaiból 1698-ban új templomot építettek, amely már akkor elnyerte a plébániai rangot.
A mai templom 1756-ban – a régi templom anyagának felhasználásával – épült fel, a birtokos klarisszák támogatásával; az istenházát a 14 segítő szent, kiváltképpen Szent Vid tiszteletére szentelték fel. A templom ma „műemlék jellegű” minősítéssel rendelkezik, törzsszáma 7189; azonos besorolású a plébániaház is, melynek műemléki törzsszáma 7190.
1946-ban az egyházközség katolikus népessége nagy mértékben lecsökkent, mivel a csaknem tisztán sváb és szín katolikus lakosság 80%-át kitelepítették, helyükre pedig az ország több településéről – elsősorban Szigetmonostorról és Mezőkövesdről vegyes vallású családokat telepítettek.

## A templom jelene

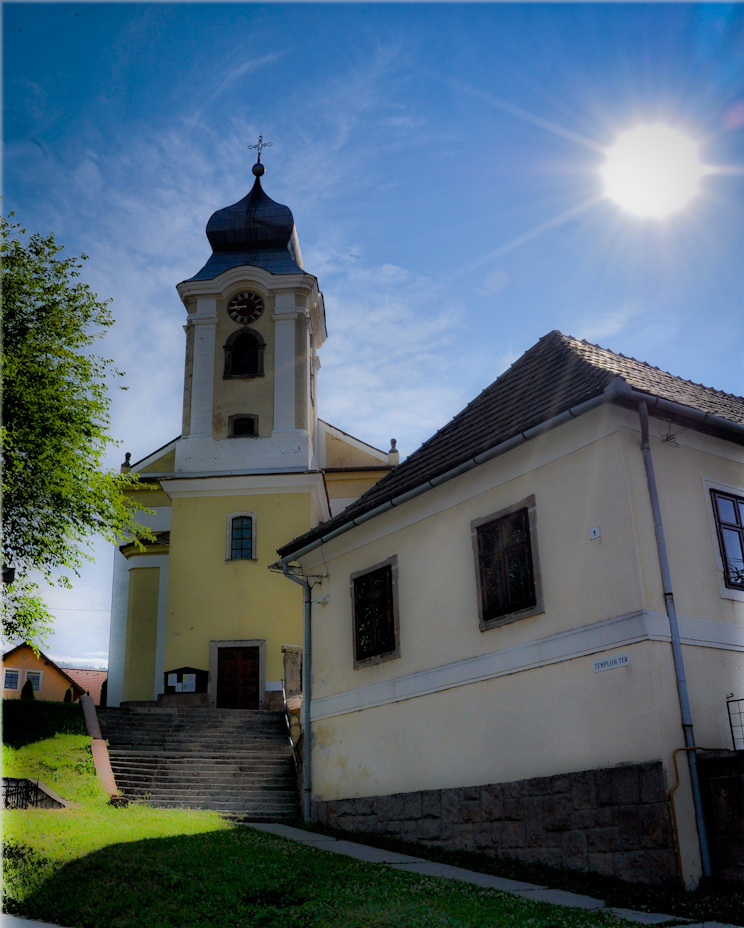
A templom a plébánia épületével

A templom és a plébánia a magyarországi egyházmegyék 1993-ban végrehajtott határrendezése során került át a székesfehérvári egyházmegye kötelékéből az Esztergom-Budapesti főegyházmegyéhez. A templom jelenleg nem rendelkezik saját plébánossal, ellátását az ürömi templom mindenkori plébániai kormányzója – jelenleg Wilheim Péter – látja el.
A templom környékének életébe új színt hozott az 1990-es évek elején, hogy a plébánia üres épületébe a Szent Keresztről nevezett Irgalmas Nővérek költöztek be, 1990. július 1-jével. A rend tagjai számára a következő években új kolostor-rendház épült a faluban – ezt 1992-ben adták át –, de az egyházközség szolgálatában dolgozó nővérek továbbra is a plébánián laknak.
Az egyházközségben 1698-tól folyik anyakönyvezés; a templom búcsúnapja a június 15-ét követő vasárnap.

## A templom papjai

### Plébánosok
Jelenleg
- 2013– : Wilheim Péter

Korábban
- 2007– : Bakos Zsolt
- 1989– : Sikos Antal
- 1984– : dr. Aczél László
- 1967– : Lauber Benedek
- 1958– : Ágh Kálmán
- 1946– : Koblinger László
- 1943– : Angeli Márton
- 1937– : Scholtz János
- 1925– : Csomó Sándor
- 1909– : Lovász Károly
- 1866– : Kállinger Lajos

### Diakónusok
- 2007– : Kerékjártó Mihály